# 邦奇 (伊利諾伊州)
邦奇（英語：Bunje）是位於美國伊利諾伊州邦德縣的一個非建制地區。該地的面積和人口皆未知。

## 地理
邦奇的座標為38°59′33″N 89°35′28″W / 38.99250°N 89.59111°W，而該地的平均海拔高度為180米（即591英尺）。